# Cathédrale Notre-Dame-du-Puy de Grasse
Pour les articles homonymes, voir Cathédrale Notre-Dame et Notre-Dame.
La cathédrale Notre-Dame-du-Puy de Grasse est une ancienne cathédrale catholique romaine située dans la ville de Grasse, dans le département des Alpes-Maritimes. Elle a pour patron Honorat d'Arles, dit saint Honorat et pour titulaire l'Assomption.
Siège du diocèse de Grasse de 1244 à 1802, date à laquelle il est rattaché à l'archidiocèse d'Aix-en-Provence, puis en 1822 à celui de Fréjus et depuis 1896 à celui de Nice.

## Histoire
La première mention d'une église à Grasse est établie en 1154, sous le nom de Notre-Dame du Puy ou Santa Maria de Podio. L'année suivante, la ville est indépendante du pouvoir féodal et lie d'importants liens commerciaux avec l'Italie, notamment Gênes et Pise. En 1227, elle passe sous l'autorité du comté de Provence.
Le siège épiscopal quitte Antibes pour Grasse en 1244 et c'est sans doute à la suite de ce transfert que la cathédrale est construite, dans le courant du XIIIe siècle. Jusqu'au transfert de l'évêché, on suppose que la résidence de l'évêque se situait dans la tour.

## Architecture
Les deux portes latérales ont été murées et la porte principale a été décorée en 1714. La nef centrale, construite dès le XIIIe siècle, mesure 55 m sur 7 m, avec une hauteur atteignant les 19 m. Elle comporte douze piliers cylindriques, évocation de la proclamation de foi des douze apôtres. Ils sont échancrés en 1679 pour y installer des stalles pour les chanoines. Sous la Révolution, la cathédrale est transformée en magasin à fourrage et, lors d'un incendie en 5 septembre 1795 (19 fructidor an III), la pierre des piliers éclate sous l'effet de la chaleur.
Le style s'inspire de la tradition lombarde : la façade ouest est ornementée de bandes lombardes et la nef est composée de croisées d'ogives primitives.
Huit cloches sonnent d'un clocher dépassant la cathédrale de 34 m.
Les murs sont édifiés en pierre blanche calcaire appelée pierre de La Turbie. Les murs latéraux ne portent pas de contrefort mais sont d'une épaisseur de 1,7 m. Le mur nord comporte un portail flanqué de deux enfeus, des niches funéraires aujourd'hui bouchées ; le mur ouest porte la trace d'un boulet de canon tiré lors du siège de la ville en 1589.
En 1687, on remplace le chœur circulaire par un vaste chœur rectangulaire.
Les tribunes, décorées en stuc, sont aménagées en 1692 afin d'augmenter la capacité de la cathédrale.
La création d'une crypte en 1714 entraîne une modification de l'accès à la cathédrale, avec la construction d'un perron à deux volets d'escalier. À cette occasion, et aussi afin d'installer des caveaux funéraires, le pavement est entièrement refait.
L'actuelle porte de la façade en noyer date de 1721.
La chapelle du Saint Sacrement est construite en 1738, à la suite d'une commande de la confrérie du Saint Sacrement.
En 1830, une croix monumentale est installée à l'intérieur de la nef.

## Œuvres d'art
La cathédrale expose de nombreux tableaux dont trois Pierre Paul Rubens (Le Couronnement d'épine, Saint Hélène et L’Érection de la Croix), commandés à l'origine pour la Basilique Sainte-Croix-de-Jérusalem de Rome. Ils sont légués en 1827 à l'hôpital de Grasse, puis exposés à la cathédrale depuis 1972. 
Le Lavement de pieds de Jean Honoré Fragonard est une commande de la confrérie du Saint Sacrement en 1754.
La cathédrale comporte également un Charles Nègre, un Gaillard, un Sébastien Bourdon, ainsi que de nombreux anonymes représentant les évêques de Grasse. La cathédrale possède six vitraux et quatre statues de Baillet représentant les quatre évangélistes : saint Mathieu, saint Marc, saint Luc et saint Jean.
Patrimoine mobilier :
* Tableau le Christ sauveur du monde entre saint Honorat et saint Jean-Baptiste.
* Tableau et son cadre : le rachat des âmes du Purgatoire.
* Tableau Saint Clément, saint Honorât, saint Lambert, saint Dominique, sainte Barbe, saint Sébastien, saint Laurent, sainte Agnès, saint Pierre de Vérone.
* Dalle funéraire.
* Tableau Assomption de la Vierge accompagnée de saint Charles Borromée et saint Léon (l').
* Tableau Lavement des pieds (le)
* Châsse de saint Honorat.
* Tableau Mariage mystique de sainte Catherine (le).
* Autel (maître-autel). Le retable du maître autel serait daté de 1489.
* Reliquaire.
* 3 tableaux l'Adoration des Mages, l'éducation chrétienne des garçons, l'éducation chrétienne des filles.
* Statues (4), niches (4) : Quatre évangélistes (les).
* Tableau Circoncision (la).

## L'orgue

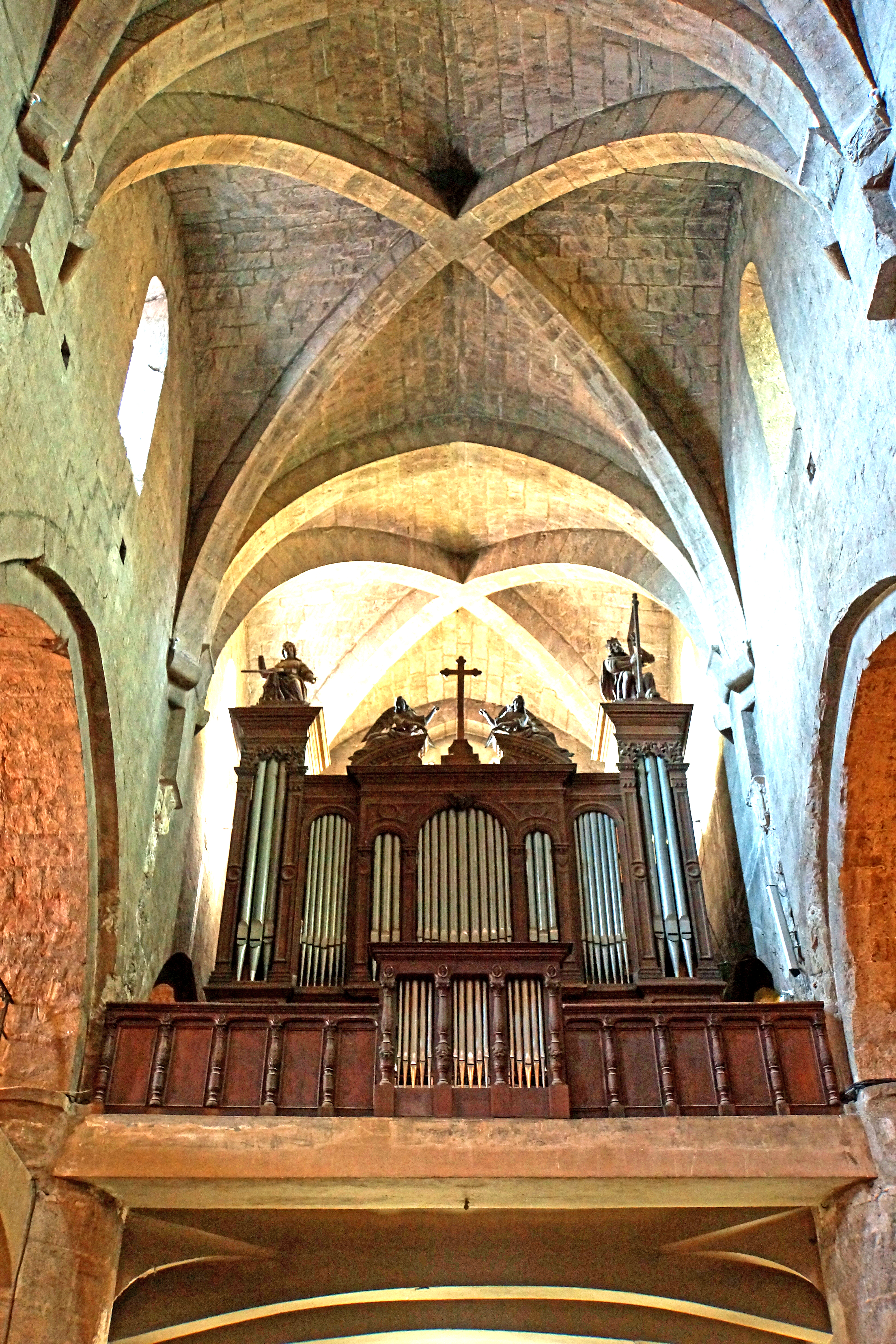

L'orgue a été construit en 1855 par le facteur toulousain (alsacien d'origine) Frédéric De Jungk et a été inauguré par Lefébure-Wély. Après un relevage en 1907 par Félix Vignolo (de Marseille), il est restauré par Maurice Puget (de Toulouse) en 1950, puis dans les années 1970. En 1981, le facteur italien Tamburini (de Crema) refait la traction mécanique et ajoute un positif de dos,,.
L'orgue possède aujourd'hui trois claviers et un pédalier pour 41 jeux.
Composition
| Positif de dos 54 notes |
| Bourdon 8'              |
| Flûte 8'                |
| Montre 4'               |
| Nasard 2' 2/3           |
| Doublette 2'            |
| Tierce 1' 3/5           |
| Plein-jeu IV            |
| Cromorne 8'             |

| Grand-Orgue 54 notes |
| Bourdon 16'          |
| Salicional 16'       |
| Montre 8'            |
| Bourdon 8'           |
| Salicional 8'        |
| Prestant 4'          |
| Dulciane 4'          |
| Doublette 2'         |
| Cornet harm. V       |
| Fourniture IV        |
| Cymbale IV           |
| Bombarde 16'         |
| Trompette 1re 8'     |
| Trompette 2e 8'      |
| Clairon 4'           |

| Récit expressif 54 notes |
| Gambe 16'                |
| Bourdon 8'               |
| Salicional 8'            |
| Flûte harm. 4'           |
| Octavin 2'               |
| Plein-jeu III rgs        |
| Cor anglais 16'          |
| Trompette 8'             |
| Hautbois 8'              |
| Voix humaine 8'          |

| Pédale 30 notes |
| Contrebasse 16' |
| Quinte 10' 2/3  |
| Flûte 8'        |
| Flûte 4'        |
| Ophicléide 16'  |
| Trompette 8'    |
| Clairon 4'      |

## Galerie

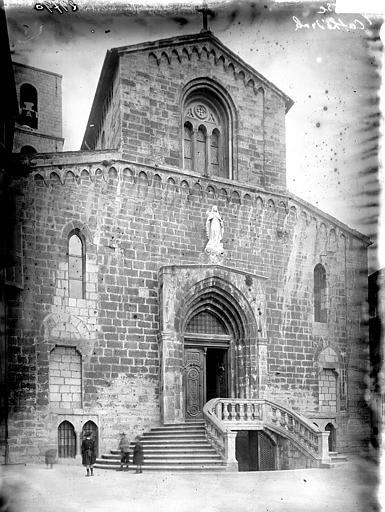
La cathédrale au XXe siècle.
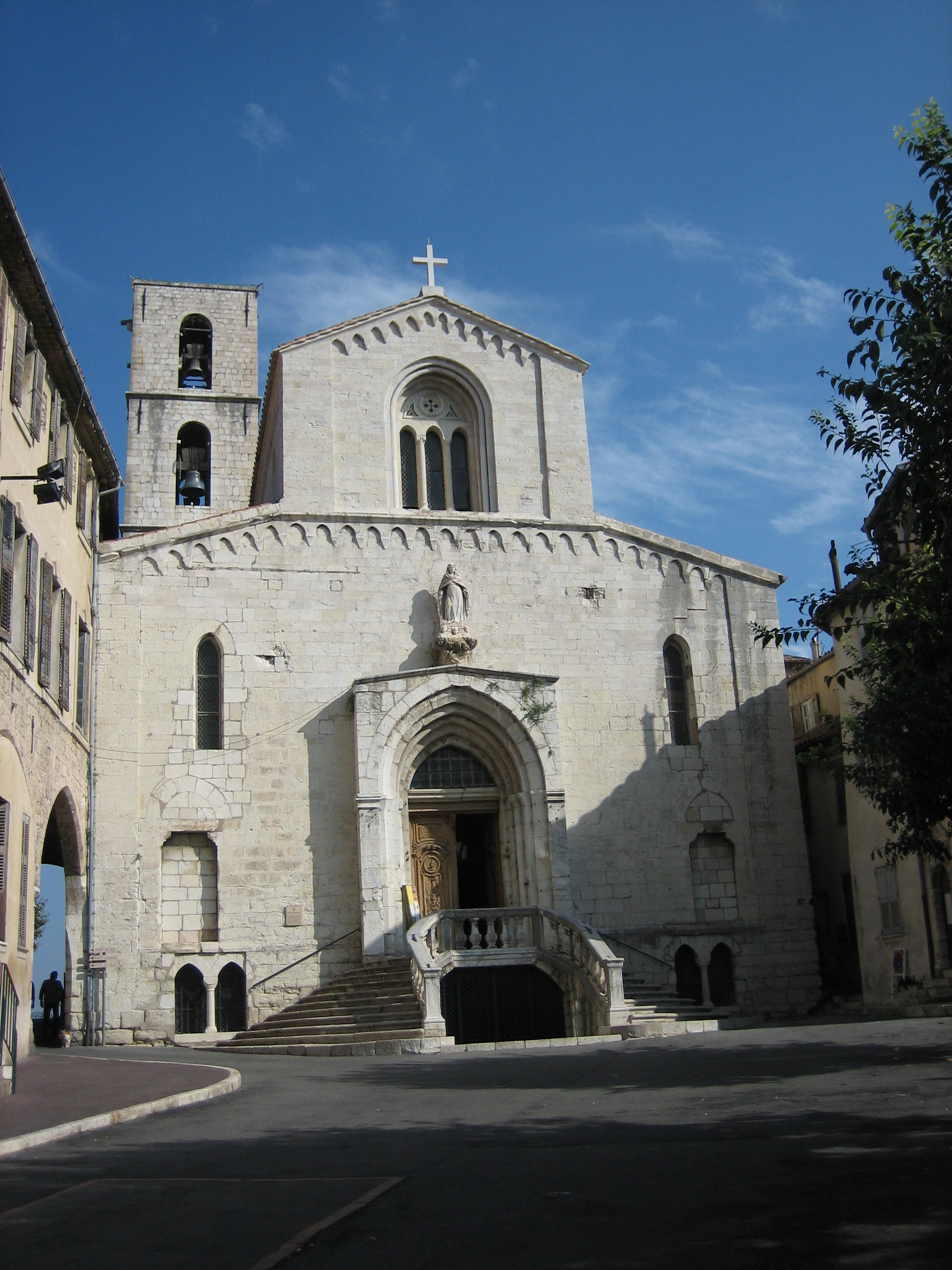
La cathédrale vue de l'extérieur.
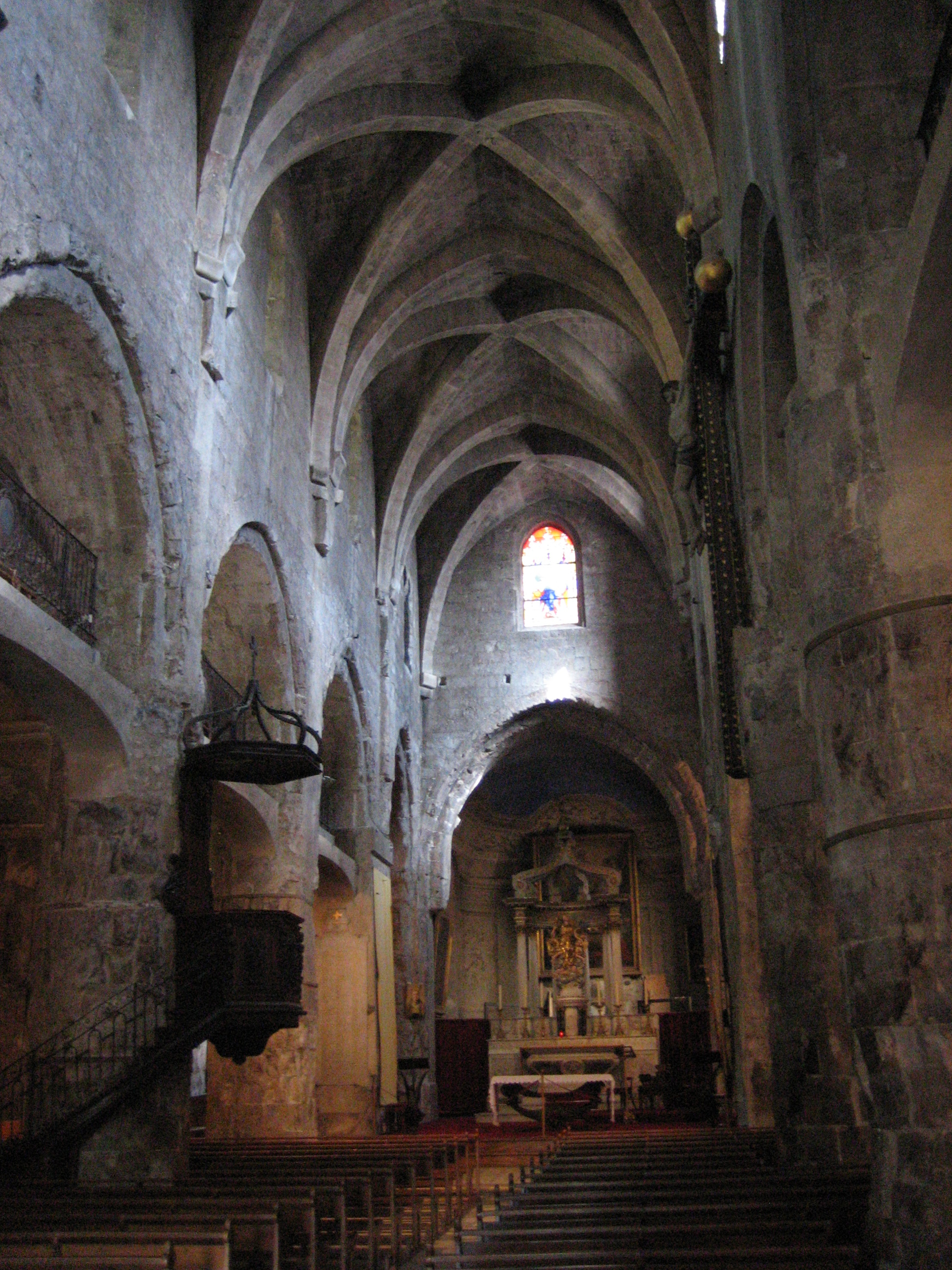
La cathédrale vue de l'intérieur.
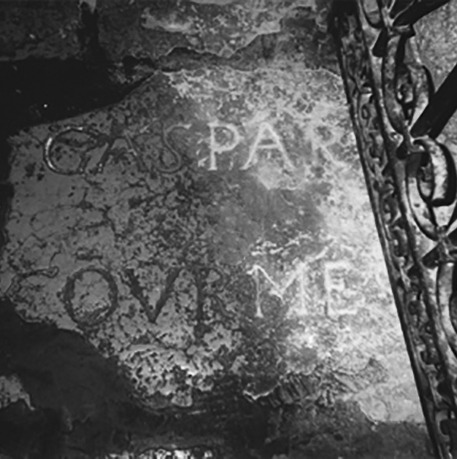
Une dalle funéraire dans la crypte.